# Chartreuzenbos
Chartreuzenbos är en skog i Belgien.   Den ligger i provinsen Flamländska Brabant och regionen Flandern, i den centrala delen av landet, 30 km öster om huvudstaden Bryssel.
Trakten runt Chartreuzenbos består till största delen av jordbruksmark. Runt Chartreuzenbos är det tätbefolkat, med 257 invånare per kvadratkilometer.